# Disque de Poincaré

Exemple de « droites » en représentation conforme.

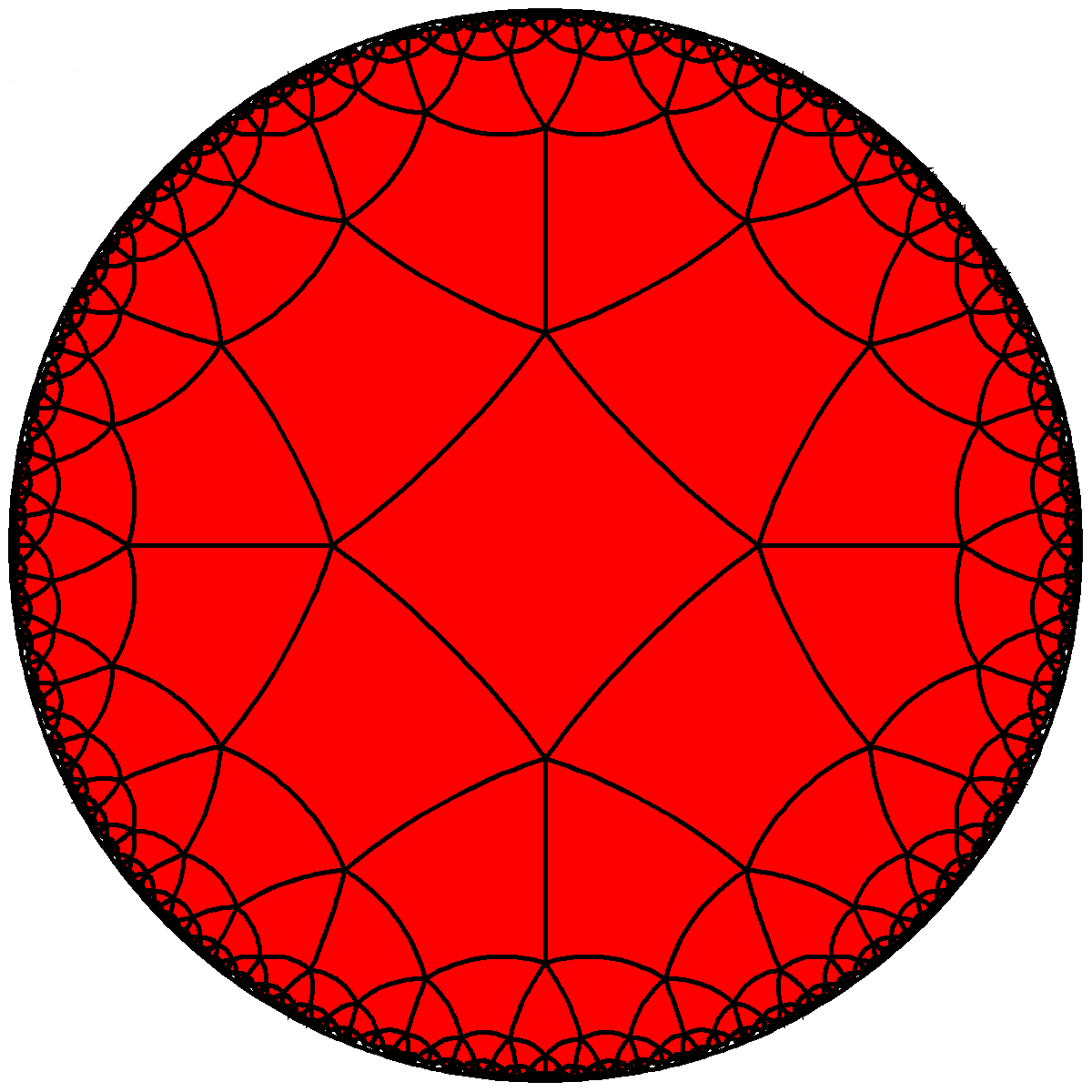
Pavage du disque de Poincaré par des carrés.

Pavage du disque de Poincaré par des triangles.

En géométrie, le disque de Poincaré (appelé aussi représentation conforme) est un modèle du plan hyperbolique, ou plus généralement de la géométrie hyperbolique à n dimensions, où les points sont situés dans la boule unité ouverte de dimension n et les droites sont soit des arcs de cercles contenus dans cette boule  et orthogonaux à sa frontière, soit des diamètres de la boule. En plus du modèle de Klein et du demi-plan de Poincaré, il a été proposé par Eugenio Beltrami pour démontrer que la consistance de la géométrie hyperbolique était équivalente à la consistance de la géométrie euclidienne.

## La fonction distance
Si u et v sont deux vecteurs de l'espace à n dimensions Rn muni de la norme euclidienne, de norme inférieure à 1, alors il est possible de définir un invariant isométrique de la façon suivante :
{\displaystyle \delta (u,v)=2{\frac {\|u-v\|^{2}}{(1-\|u\|^{2})(1-\|v\|^{2})}},}
où {\displaystyle \|~\|} est la norme euclidienne. Alors la fonction distance entre les deux éléments u et v est définie par
{\displaystyle d(u,v)=\operatorname {arcosh} (1+\delta (u,v)).}
Une telle fonction munit la boule unité d'une métrique qui fait de cette boule un modèle d'espace hyperbolique  de courbure constante -1.

## Forme métrique
La métrique locale du disque de Poincaré en un point de coordonnées {\displaystyle (x_{1},\ldots ,x_{n})} est donnée par la formule suivante :
{\displaystyle ds^{2}=4{\frac {\sum _{i}dx_{i}^{2}}{(1-\sum _{i}x_{i}^{2})^{2}}}}
de sorte que, localement, cette métrique est équivalente à une métrique euclidienne du modèle. En particulier, l'angle entre deux droites du plan hyperbolique est exactement le même que l'angle euclidien entre les deux arcs de cercle du modèle.

## Relation avec le modèle de l’hyperboloïde

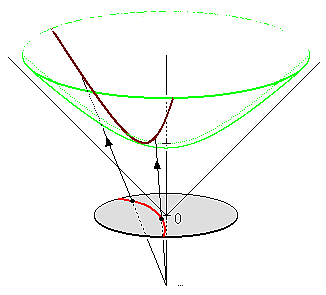
Relation entre le disque de Poincaré et une nappe de l'hyperboloïde.

Le disque de Poincaré, comme le modèle de Klein, a un rapport avec le modèle de l'hyperboloïde. Il est possible de projeter le point [t, x1, … , xn] de la nappe supérieure du modèle hyperboloïde sur l'hypersurface t = 0 en l'intersectant avec une droite passant par [-1, 0, … , 0]. Le résultat est le point correspondant du disque de Poincaré.

## Géométrie analytique

### Droite passant par deux points
Un problème de base en géométrie analytique consiste à trouver une droite passant par deux points. Avec le disque de Poincaré, les droites sont des arcs de cercles qui ont des équations de cette forme :
{\displaystyle x^{2}+y^{2}+ax+by+1=0,}
qui est la forme générale d'un cercle orthogonal au cercle unité, ou des diamètres. Étant donné deux points u et v du disque qui n'appartiennent pas un diamètre, nous obtenons, pour le cercle passant par ces points :
{\displaystyle x^{2}+y^{2}+{\frac {u_{2}(v_{1}^{2}+v_{2}^{2})-v_{2}(u_{1}^{2}+u_{2}^{2})+u_{2}-v_{2}}{u_{1}v_{2}-u_{2}v_{1}}}x+{\frac {v_{1}(u_{1}^{2}+u_{2}^{2})-u_{1}(v_{1}^{2}+v_{2}^{2})+v_{1}-u_{1}}{u_{1}v_{2}-u_{2}v_{1}}}y+1=0.}
Si les points u et v sont des points de la frontière du disque non diamétralement opposés, cela se simplifie en :
{\displaystyle x^{2}+y^{2}+{\frac {2(u_{2}-v_{2})}{u_{1}v_{2}-u_{2}v_{1}}}x-{\frac {2(u_{1}-v_{1})}{u_{1}v_{2}-u_{2}v_{1}}}y+1=0.}

### Angles et disque de Poincaré
Soient deux droites sécantes du plan hyperbolique. Dans le disque de Poincaré, la première droite est représentée par un arc de cercle (ou un diamètre) dont les extrémités sont données par deux vecteurs unitaires u et v. Notons de même s et t les extrémités de la deuxième droite dans le disque de Poincaré. Il est alors possible de calculer l'angle entre les deux droites au moyen d'une formule portant sur u, v, s et t. Puisque ces points idéaux représentant les extrémités des deux droites sont les mêmes pour le modèle de Klein et le disque de Poincaré, les formules sont identiques pour chacun de ces modèles.
Si, dans chaque modèle, les droites sont des représentées par des diamètres tels que v = –u et t = –s, alors l'angle {\displaystyle \theta } entre les deux droites vérifie la formule suivante :
{\displaystyle \cos(\theta )=u\cdot s.}
Si v = -u mais t ≠ -s, la formule devient, en termes de produit vectoriel,
{\displaystyle \cos ^{2}(\theta )={\frac {P^{2}}{QR}},}
où :
{\displaystyle P=u\cdot (s-t),}
{\displaystyle Q=u\cdot u,}
{\displaystyle R=(s-t)\cdot (s-t)-(s\wedge t)\cdot (s\wedge t)}
Si aucune des deux droites hyperboliques n'est représentées par un diamètre dans le modèle, la formule générale est :
{\displaystyle \cos ^{2}(\theta )={\frac {P^{2}}{QR}},}
où :
{\displaystyle P=(u-v)\cdot (s-t)-(u\wedge v)\cdot (s\wedge t),}
{\displaystyle Q=(u-v)\cdot (u-v)-(u\wedge v)\cdot (u\wedge v),}
{\displaystyle R=(s-t)\cdot (s-t)-(s\wedge t)\cdot (s\wedge t).}
En utilisant l'identité de Binet-Cauchy et le fait qu'il s'agit de vecteurs unitaires, il est possible de réécrire les expressions ci-dessus en termes de produit scalaire :
{\displaystyle P=(u-v)\cdot (s-t)+(u\cdot t)(v\cdot s)-(u\cdot s)(v\cdot t),}
{\displaystyle Q=(1-u\cdot v)^{2},}
{\displaystyle R=(1-s\cdot t)^{2}.}